# Yuriko Yamaguchi
Yuriko Yamaguchi (jap. 山口 由里子 Yamaguchi Yuriko; ur. 21 listopada 1965) – japońska seiyū związana z firmą Aoni Production.

## Role głosowe
- 1992: Shin-chan – Kyoko Fukaya
- 1995: Maluda – Saeko Sakaguchi
- 1995: Wedding Peach – Kachūsha
- 1995: Neon Genesis Evangelion – Ritsuko Akagi
- 1997–2006: Pokémon – siostra Joy
- 1997: Zapiski detektywa Kindaichi – różne postacie
- 1997: Vampire Princess Miyu –
  - matka Masakiego,
  - Shinma Nami
- 1999: Kamikaze kaitō Jeanne – córka Saegusy
- od 1999: One Piece –
  - Nico Robin,
  - Nico Olvia,
  - Kikyo
- 2000: Saiyuki – Sanbutsushin
- 2000: Hajime no Ippo – Mama-san
- 2000: InuYasha – Shizu
- 2001: Noir – Paulette
- 2001: Król szamanów – Tilda
- 2002–2005: Full Metal Panic! – Nora Lemming
- 2002: Petite Princess Yucie – nauczycielka magii
- 2002: Naruto – Shiore
- 2003: Dear Boys – Tamami Kano
- 2003: Fullmetal Alchemist – Sarah Rockbell
- 2003–2006: MegaMan NT Warrior – Rin Manabe
- 2004: Kyō kara maō! – Norika
- 2004: Tsukuyomi Moon Phase – Danso no josei
- 2005–2006: Tsubasa Reservoir Chronicle – Chenyan
- 2005: Eureka Seven – Sonia Wakabayashi
- 2007: Naruto Shippūden – Shiore
- 2008: Clannad – Yagi
- 2008: Toaru majutsu no Index – matka Himekami
- 2015: Dragon Ball Super – Vados
- 2017: KiraKira Pretty Cure a la Mode – Satomi Usami